# Dortan
Dortan ist eine französische Gemeinde mit 2013 Einwohnern (Stand 1. Januar 2022) im Département Ain in der Region Auvergne-Rhône-Alpes. Sie gehört zum Kanton Pont-d’Ain im Arrondissement Nantua.

## Geographie
Dortan liegt auf 320 m, etwa sieben Kilometer nördlich der Stadt Oyonnax und 36 Kilometer ostnordöstlich der Präfektur Bourg-en-Bresse (Luftlinie) an der Grenze zum Département Jura. Das Dorf erstreckt sich im äußersten Norden des Haut-Bugey, im Jura, an der Mündung des Merdanson in die Bienne, in einem offenen Talbecken am Westfuß des Hochjura.
Die Fläche des 18,11 km² großen Gemeindegebiets umfasst einen Abschnitt des südlichen französischen Juras. Die nördliche Abgrenzung bildet der Flusslauf der Bienne, die hier durch ein breites Talbecken nach Westen fließt und unterhalb von Dortan mit einem Bogen die Antiklinale der Maissiat-Kette durchbricht. Danach mündet sie in den Stausee Lac de Coiselet, der vom Ain durchflossen wird. Dieser See markiert die Westgrenze der Gemeinde. Der zentrale Teil des Gemeindegebietes wird vom Becken von Dortan eingenommen, das hier eine Breite von ungefähr 2,5 Kilometern aufweist, eine Synklinale im Faltenjura bildet und durch den Merdanson zur Bienne entwässert wird. Das Becken steigt gegen Süden kontinuierlich an. Es wird im Osten durch den Waldhang des Bois du Roy und im Westen durch den Kamm des Mont de Maissiat flankiert, auf dem mit 758 m die höchste Erhebung von Dortan erreicht wird. Das Gemeindegebiet ist Teil des Regionalen Naturparks Haut-Jura (frz.: Parc naturel régional du Haut-Jura).
Zu Dortan gehören neben dem eigentlichen Dorf auch verschiedene Weiler und Hofgruppen, darunter:
- Uffel (310 m) in der Talniederung der Bienne am Fuß der Maissiat-Kette
- Maissiat (435 m) auf einem Geländevorsprung am Ostabhang der Maissiat-Kette
- Vouais (440 m) im Becken des Merdanson
- Senissiat (470 m) im Becken des Merdanson
- Bonaz (500 m) im Becken des Merdanson am Ostfuß der Maissiat-Kette
- Emondeau (715 m) in einer Rodungsinsel auf dem Kamm der Maissiat-Kette

Nachbargemeinden von Dortan sind Chancia und Lavancia-Epercy im Norden, Viry und Arbent im Osten, Oyonnax im Süden sowie Samognat, Thoirette-Coisia mit Coisia und Condes im Westen.

## Geschichte
Das Dorf wird bereits im 7. Jahrhundert in den Urkunden des Klosters Saint-Claude erwähnt. Im 9. Jahrhundert erscheint das Herrschergeschlecht der Grafen von Dortan (damals noch Dortenc genannt), das bis 1708 die Herrschaft über das Dorf und die nähere Umgebung ausübte. 1402 kam das Dorf unter die Oberhoheit der Grafen von Savoyen. Mit dem Vertrag von Lyon gelangte es im Jahre 1601 an Frankreich. Im Rahmen der Auseinandersetzungen zwischen Frankreich und der Franche-Comté wurde Dortan im 17. Jahrhundert von Truppen aus der Freigrafschaft zerstört.
Am 21. Juli 1944 wurde Dortan von deutschen Truppen geplündert und in Brand gesteckt. Die Dorfbewohner fanden Zuflucht im Schloss, das als eines der wenigen Gebäude vom Brand verschont blieb.

## Bevölkerung
| Jahr                       | 1962 | 1968 | 1975 | 1982 | 1990 | 1999 | 2006 | 2011 | 2021 |
| Einwohner                  | 1407 | 1425 | 1445 | 1609 | 2107 | 2186 | 2100 | 1934 | 1953 |
| Quellen: Cassini und INSEE |      |      |      |      |      |      |      |      |      |

Mit 2013 Einwohnern (Stand 1. Januar 2022) gehört Dortan zu den mittelgroßen Gemeinden des Départements Ain. Seit dem Wiederaufbau nach dem Zweiten Weltkrieg wurde eine deutliche Bevölkerungszunahme verzeichnet. Besonders starke Wachstumsraten gab es während der 1950er und der 1980er Jahre. Die Ortsbewohner von Dortan heißen auf Französisch Dortanais.

## Sehenswürdigkeiten
Die Kirche Saint-Martin in Dortan wurde 1670 an der Stelle eines früheren Gotteshauses neu erbaut. Kapellen stehen in den Weilern Vouais und Bonaz. Das ursprünglich mittelalterliche Château de Dortan (11. Jahrhundert) in einem schönen Park wurde im 17. und 19. Jahrhundert umfassend restauriert und verändert. Es besitzt einen quadratischen Bergfried mit vier Seitentürmchen, einen Waffensaal aus dem 15. Jahrhundert und eine neugotische Kapelle.

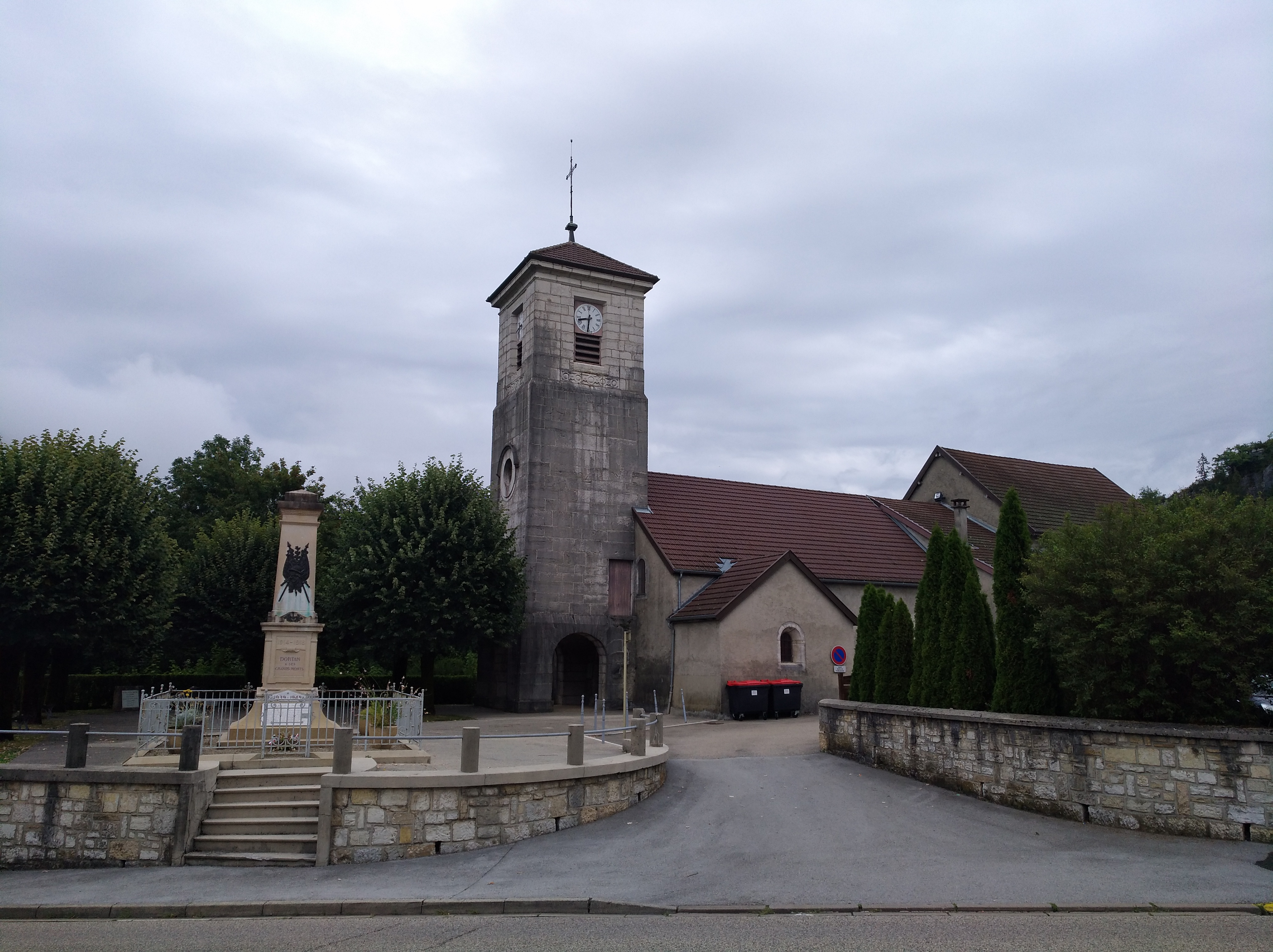
Kirche >Saint-Martin und Gefallenendenkmal
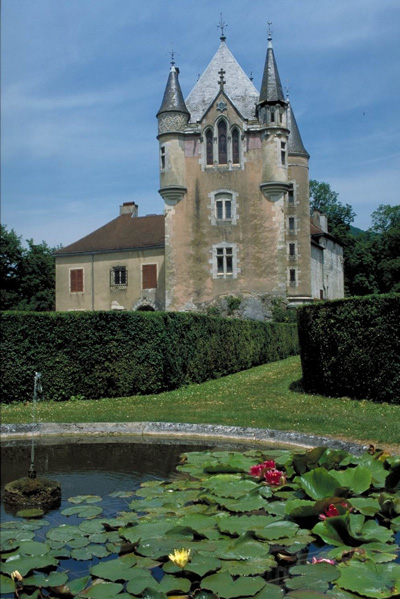
Schloss Dortan
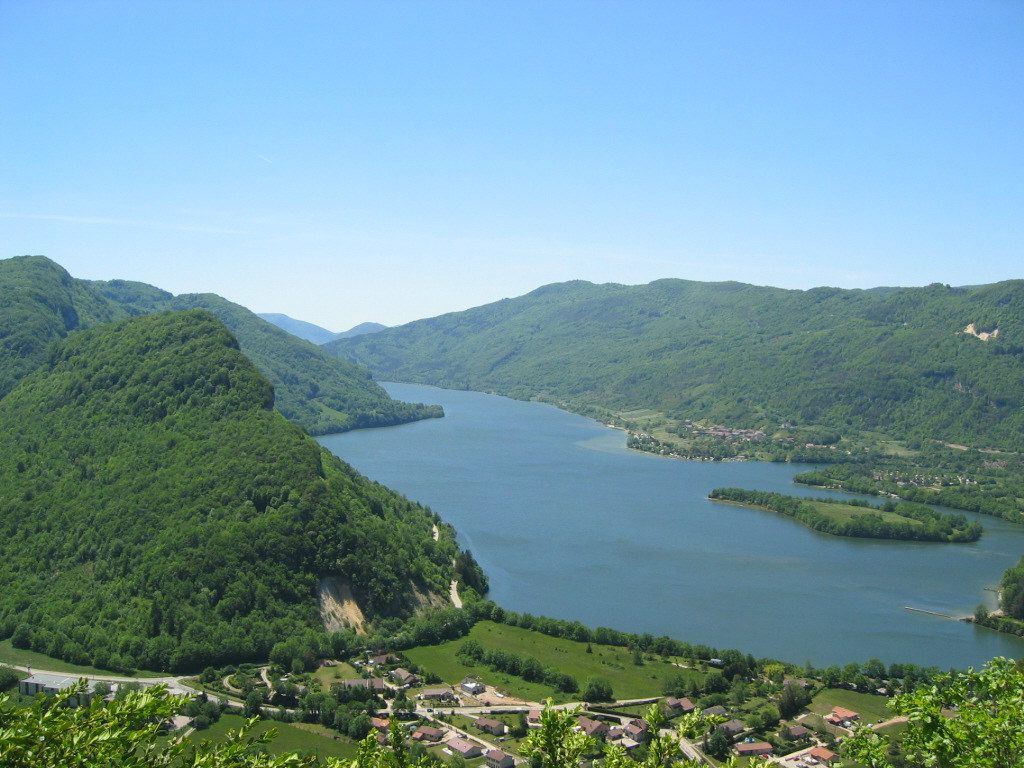
Der Ain-Stausee Lac de Coiselet

## Wirtschaft und Infrastruktur
Dortan war bis ins 20. Jahrhundert hinein ein vorwiegend durch die Landwirtschaft und die Forstwirtschaft geprägtes Dorf. Daneben gibt es heute verschiedene Betriebe des Klein- und Mittelgewerbes, wovon vor allem die Herstellung von Spielzeug (unter anderem von Schachbrettern) und Schachteln zu erwähnen ist. Mittlerweile hat sich das Dorf auch zu einer Wohngemeinde gewandelt. Viele Erwerbstätige sind Wegpendler, die in den größeren Ortschaften der Umgebung ihrer Arbeit nachgehen.
Die Ortschaft ist verkehrsmäßig gut erschlossen. Sie liegt an der Hauptstraße, die von Montréal-la-Cluse via Oyonnax nach Saint-Claude führt. Weitere Straßenverbindungen bestehen mit Thoirette und Chancia. Der nächste Anschluss an die Autobahn A404 (Saint-Martin-du-Frêne – Oyonnax) befindet sich in einer Entfernung von rund fünf Kilometern. Dortan besitzt einen Bahnhof an der Eisenbahnlinie von Oyonnax nach Saint-Claude.
In Dortan befinden sich eine Vorschule (école maternelle) und eine staatliche Grundschule (école élémentaire).